# Federación de Izquierda
La Federación de Izquierda fue una coalición electoral chilena de breve existencia durante 1932 que reunía a partidos de izquierdas que apoyaban a Arturo Alessandri Palma.

## Historia
En la elección presidencial de 1931, Arturo Alessandri Palma concurrió apoyado por algunas facciones del Partido Liberal –los doctrinarios y los democráticos– y distintos partidos agrupados en la Gran Convención de Izquierdas –socialistas, radical-socialistas y demócratas–, los cuales representaban el socialismo de estado y rechazaban el comunismo.
Con el fin de organizar la oposición al gobierno de Juan Esteban Montero, estos partidos acordaron el 23 de abril de 1932 formar la Federación de Izquierda tras una reunión en la residencia particular de Alessandri, siendo éste nombrado por unanimidad representante y árbitro de la coalición.
La coalición estuvo conformada por los siguientes partidos:
- Partido Demócrata,
- Partido Liberal Democrático –aquella facción del partido que rechazó integrarse en el Partido Liberal Unido–.
- Partido Social Republicano
- Partido Liberal Doctrinario
- Partido Radical Socialista
- Partido Socialista –facción dirigida por José Dolores Vásquez, denominada «Constitucional»–.[2]
- Partido Alessandrista, integrado por independientes seguidores de Alessandri.

Se disolvió por la diferencia ideológica entre sus integrantes —varios partidos de la coalición no eran de izquierda— y la renuncia de Alessandri como árbitro de la coalición el 9 de mayo de 1932.

«Los días transcurridos desde la reunión del 23 de Abril hasta hoy, han llevado a mi espíritu el doloroso convencimiento de que mi idea es irrealizable por el momento. He encontrado por todas partes incomprensión de la hora decisiva que vive el país. Falta en absoluto el espíritu de abnegación y sacrificio que hace a los hombres olvidarse de sí mismos, para mirar sólo la realización de ideales de bien público y beneficio Colectivo... Veo profundamente entristecido que el estado caótico en que se encuentran los partidos y las diversas fuerzas de opinión nos llevará fatalmente a corto plazo, a un desastre mayor. Impotente para impedirlo o remediarlo quiero, por lo menos, salvar mi responsabilidad».
Carta de Arturo Alessandri a las directivas de los partidos integrantes, 9 de mayo de 1932.